# دپتروپین
دپتروپین (انگلیسی: Deptropine) که با نام‌های برونیتا و دی بنزهپتروپین نیز خوانده می‌شود یک آنتی هیستامین با ویژگی‌های آنتی کولینرژیک است. این دارو اغلب به شکل نمک سیترات در بازار موجود است.